# Big Van Vader
Leon Allen White, meglio conosciuto come Big Van Vader o semplicemente Vader (Lynwood, 14 maggio 1955 – Denver, 18 giugno 2018), è stato un wrestler statunitense.
È stato attivo tra Stati Uniti e Giappone prevalentemente durante gli anni novanta, quando combatteva nelle federazioni New Japan Pro-Wrestling, World Championship Wrestling, World Wrestling Federation e All Japan Pro Wrestling. Specializzato principalmente nel ruolo di monster heel, in alcune fasi della carriera ha anche combattuto come face.
Era un peso massimo dalla mole imponente ma dotato di inaspettate qualità atletiche, che gli consentivano di eseguire frequentemente sia manovre aeree come il Vadersault (una sua variante del moonsault) che prese di potenza.
Tra i tanti titoli vinti spiccano tre WCW World Heavyweight Championship, tre IWGP Heavyweight Championship e un WCW United States Heavyweight Championship. Anche se non ha mai detenuto il WWF Championship, ha combattuto in molti main event sia in pay-per-view che in show televisivi che lo avevano in palio.
Le riviste specializzate Wrestling Observer e Pro Wrestling Illustrated lo hanno nominato "Wrestler of the Year" nel 1993 e nel 1996, ed è stato anche inserito nella Wrestling Observer Newsletter Hall of Fame.

## Football americano
White giocava come linea offensiva alle scuole superiori, e decise di iscriversi alla University of Colorado (dopo essere stato cercato da più di venti altre università) dove successivamente avrebbe potuto intraprendere la carriera da professionista. Nel 1978 venne scelto dalla squadra dei Los Angeles Rams nel terzo round del Draft NFL. Poco tempo dopo però, nel maggio del 1978, un serio infortunio ad una gamba mise fine alla sua carriera. Iniziò quindi a lavorare come agente immobiliare.

## Carriera nel wrestling

### American Wrestling Association (1985–1987)
Mentre si allenava in palestra, White venne avvicinato da un uomo che si ricordava di lui ai tempi del football al college e che gli suggerì, data la sua imponente stazza, di provare a diventare un lottatore di wrestling. Allenato da Brad Rheingans, White ebbe la sua prima occasione di rilievo in ambito nazionale nella federazione American Wrestling Association. Combatteva con il ring name Baby Bull, in seguito cambiato in Bull Power. Durante questo periodo fece esperienza ed affinò le sue abilità sul ring, facendo progressi evidenti. Arrivò persino ad avere un match per il titolo contro Stan Hansen per l'AWA World Heavyweight Championship.

### New Japan Pro Wrestling (1987–1992)
Successivamente White fu assunto dalla All Japan Pro Wrestling. Visti i buoni risultati, Giant Baba gli offrì un contratto con la New Japan Pro-Wrestling nel 1987. White cambiò nuovamente ring name, passando a Big Van Vader, nome ideato da Antonio Inoki, proprietario della federazione, e iniziò ad indossare una maschera. La sua nuova identità venne studiata da Inoki basandosi sulla figura mitica del forte omonimo guerriero presente nel folklore giapponese. Venne presentato come nuovo membro della stable "Takeshi Puroresu Gundan" dell'allora manager Takeshi Kitano, e White faceva la sua minacciosa entrata indossando un grosso ed ingombrante copricapo-maschera di colore nero che sputava fumo ai lati della testa. Dopo un match nel quale Riki Chōshū aveva affrontato Inoki, perdendo, Vader chiese di avere un incontro con Inoki alle stesse regole, e ne uscì fuori vittorioso. Questo portò alle forti proteste del pubblico favorevole ad Inoki, risultanti nell'interdizione della New Japan dalla Sumo Hall fino al 1989 a causa dei disordini accaduti.
Dopo aver vinto la finale di un torneo ad otto partecipanti contro Shinya Hashimoto, Vader fu dichiarato il nuovo IWGP Heavyweight Champion. Il 25 maggio, un mese dopo essere diventato campione, Vader perse la cintura in favore di Salman Hashimikov. Il 10 agosto Vader ebbe l'opportunità di riguadagnare il titolo in un match contro Chōshū, che nel frattempo aveva sconfitto Hashimikov. Vader batté Chōshū diventando per la seconda volta IWGP Heavyweight Champion. Poco tempo dopo, White partì per l'Europa, dove lottò sotto il vecchio nome "Bull Power" contro Otto Wanz per il CWA World Heavyweight Championship. Vinse il match e diventò campione mondiale in due diverse federazioni in contemporanea. Continuò a combattere tra Giappone ed Europa, difendendo con successo i due titoli.
Nel novembre 1989, andò in Messico per incontrare El Canek nella Universal Wrestling Association in un match valido per l'UWA World Heavyweight Championship. Sconfisse anche Canek, guadagnandosi così il terzo titolo detenendolo per circa un anno.
Nel febbraio 1990, Vader lottò contro Stan Hansen durante un evento che contrapponeva i wrestler della All Japan Pro Wrestling contro quelli della New Japan Pro-Wrestling. L'incontro tra i due fu molto violento e Vader si infortunò seriamente ad un occhio (il bulbo oculare gli uscì dall'orbita) ma riuscì comunque a prevalere. I ripetuti successi di Vader generarono una certa attenzione nei suoi riguardi da parte della World Championship Wrestling, che lo convinse a lavorare per loro anche se era ancora attivo come IWGP Heavyweight Champion.
Il primo match di Vader in WCW ebbe luogo il 7 luglio 1990 a The Great American Bash, dove sconfisse "Z-Man" Tom Zenk in appena due minuti. Allo stesso tempo, Vader iniziò una faida con Stan Hansen nella All Japan Pro Wrestling. Circa due settimane dopo, andò in Europa e sconfisse Rambo nella finale di un torneo indetto per l'assegnazione del vacante CWA World Heavyweight Championship. Nel gennaio 1991, Vader sconfisse Tatsumi Fujinami e diventò IWGP Heavyweight Champion per la terza volta. Il regno da campione però durò poco, in quanto il 4 marzo perse la cintura in un rematch contro Fujinami. Poi Rambo gli strappò anche il titolo CWA World Heavyweight Championship il 6 luglio 1991. A quel puntò Vader firmò definitivamente un contratto con la WCW.
Il 1º marzo 1992, lui e Bam Bam Bigelow vinsero in coppia l'IWGP Tag Team Championship battendo Hiroshi Hase e Keiji Muto. A maggio, Vader si scontrò con The Great Muta, e si infortunò realmente ad un ginocchio. L'infortunio fu la causa primaria per la quale Vader e Bigelow persero i titoli di coppia in favore degli Steiner Brothers dopo averli detenuti per quattro mesi.

### World Championship Wrestling (1990–1995)

#### Faida con Sting (1992–1993)
Vader combatteva già nella World Championship Wrestling dal 1990, ma solamente nel 1992 a tempo pieno. Quando diventò a tutti gli effetti un wrestler WCW, a Vader venne affiancato come manager il veterano pluricampione Harley Race, e subito ricevette un match per il titolo contro Sting per il WCW World Heavyweight Championship il 12 aprile 1992, infliggendo una dura punizione al campione uscente. Sting ebbe un paio di costole rotte e l'incrinatura dello sterno dopo aver subito una "valanga", ma riuscì a vincere ugualmente. Successivamente gli venne assegnata una faida secondaria con Nikita Koloff mentre Sting si riprendeva dall'infortunio. Il rematch contro Sting venne fissato per il 12 luglio a The Great American Bash (1992), dove Vader divenne WCW World Heavyweight Champion. Il regno da campione durò però poco tempo, infatti un secondo infortunio al ginocchio lo costrinse a cedere il titolo a Ron Simmons, sostituto di Sting per il match, che era stato attaccato da Jake "The Snake" Roberts poche ore prima dell'incontro. Dopo Clash of the Champions, White si sottopose ad un intervento chirurgico per risolvere i problemi al ginocchio.
Al suo ritorno avvenuto a Halloween Havoc 1992, oltre a porre fine alla carriera di Nikita Koloff costringendolo al ritiro per infortunio, Vader spezzò accidentalmente la schiena del jobber Joe Thurman, paralizzandolo per alcune ore. A Starrcade, Vader perse contro Sting nella finale del torneo "King of Cable". Due giorni dopo, sconfisse Ron Simmons riguadagnando il WCW World Heavyweight Championship. L'11 marzo 1993, Vader perse il titolo contro Sting a Londra. Sei giorni dopo, rivinse la cintura in un rematch svoltosi a Dublino, in Irlanda. Nelle settimane successive, Vader difese con successo il titolo contro Davey Boy Smith, ancora Sting e Dustin Rhodes.
A fine febbraio 1993, White firmò un contratto per otto incontri con la Union of Wrestling Force International (UWFi), dove lottò con il nome di Super Vader per problemi di copyright sul nome. A partire dal settembre 1993, White si fece chiamare solamente Vader invece di "Big Van Vader" poiché il copyright del nome era ancora di proprietà di Inoki. Lavorò con la UWF per circa due anni e vinse anche il titolo del mondo, ma presto uscì dalla federazione per motivi finanziari.

#### Faida con Cactus Jack (1993–1994)
Il 17 aprile 1993, Cactus Jack sconfisse Vader per count-out in un match durante WCW Saturday Night. Foley si ruppe il naso ed ebbe bisogno di diciassette punti di sutura dopo l'incontro. Il match venne pesantemente tagliato per la messa in onda, dato che la WCW non voleva mostrare immagini troppo violente. Nel rematch datato 24 aprile, Vader eseguì una violenta powerbomb su Cactus Jack fuori dal ring, causandogli una temporanea perdita di sensibilità alla mano e al piede sinistro. Dopo la faida con Cactus Jack, Vader si trovò ad affrontare Davey Boy Smith arrivato da poco dalla WWF. I due si scontrarono a Slamboree 1993 in un match per il titolo che Vader perse solo per squalifica mantenendo così la cintura di campione. In seguito Vader e Sid Vicious unirono le loro forze in un team chiamato "The Masters of the Powerbomb". A luglio vennero combattuti dai due numerosi incontri contro Smith e Sting. Cactus Jack ritornò per affrontare nuovamente Vader a Halloween Havoc 1993 in un "Texas Death match" dal quale uscì sconfitto grazie all'interferenza di Harley Race, manager di Vader.
Il 16 marzo 1994, Foley perse gran parte dell'orecchio destro in un match contro Vader tenutosi a Monaco di Baviera, in Germania; la testa di Foley rimase intrappolata nelle corde del ring, le quali, che erano state tese eccessivamente, gli strapparono via mezzo padiglione auricolare.

#### Faida con Ric Flair (1994–1995)
Il successivo avversario che Vader si trovò di fronte fu Ric Flair, il quale riuscì a strappargli la cintura di campione. I due continuarono a scontrarsi fino a SuperBrawl IV, dove Flair sconfisse ancora una volta Vader, questa volta in uno steel cage match.
Altre importanti faide dell'epoca furono quelli con The Boss, di nuovo Sting, Dustin Rhodes e "Hacksaw" Jim Duggan, a cui Vader strappò il WCW United States Heavyweight Championship.
Nel gennaio del 1995, affrontò l'allora nuovo WCW World Heavyweight Champion, Hulk Hogan, recentemente passato dalla WWF alla WCW. I due si incontrarono a SuperBrawl V, ma il match si risolse in un nulla di fatto a causa di un'interferenza di Ric Flair. Anche un secondo confronto ebbe il medesimo epilogo.
Il 25 marzo 1995, fu privato dal commissioner Nick Bockwinkel del WCW United States Heavyweight Championship, a causa del brutale pestaggio (kayfabe) ai danni di Dave Sullivan. Successivamente ebbe una seconda opportunità di vincere il titolo del mondo da Hogan a Bash at the Beach 1995 in un match nella gabbia, ma perse nuovamente. Ricominciò quindi la faida con Flair, basato sulla sua frustrazione per le ripetute interferenze da parte di questi nei suoi match per il titolo contro Hogan che avevano causato la sua squalifica. A Clash of the Champions XXXI, Vader sconfisse Flair e Arn Anderson in un handicap match. Poco dopo Vader venne licenziato dalla WCW dopo il suo coinvolgimento in una vera rissa con Paul Orndorff negli spogliatoi.

### Ritorno nella New Japan Pro Wrestling (1996)
Il 4 gennaio 1996 a Wrestling World, Vader affrontò l'uomo che otto anni prima aveva lanciato la sua carriera e del quale aveva interrotto la striscia positiva di quattro anni di vittorie consecutive: Antonio Inoki. Inoki aveva cinquant'anni all'epoca, ma il match durò comunque circa 14 minuti prima di terminare con il giapponese vincitore.

### World Wrestling Federation (1996–1998)

#### Camp Cornette (1996)

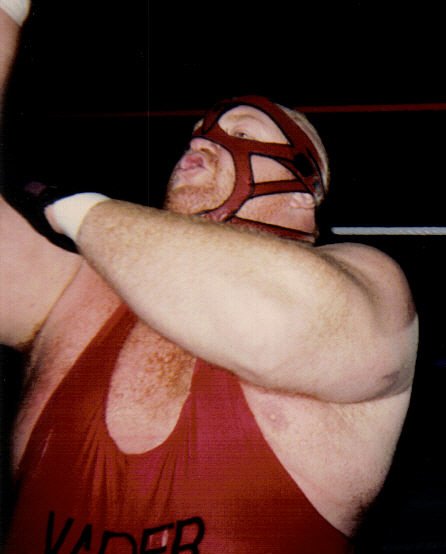
Vader nel 1996

Nelle settimane antecedenti alla Royal Rumble 1996, il debutto di Vader in WWF venne pesantemente pubblicizzato in TV (veniva annunciato come The Man They Call Vader ("L'uomo che chiamano Vader"). La prima apparizione avvenne come partecipante alla Royal Rumble. Vader entrò con il numero 13 ed eliminò Jake Roberts, Doug Gilbert, un membro dello Swat Team, e Savio Vega. Si scontrò anche con l'altro peso massimo Yokozuna. Vader fu eliminato da Shawn Michaels ma rientrò sul ring ed iniziò ad attaccare chiunque gli capitasse davanti, incluso Michaels. Nella seguente puntata di Monday Night Raw, Vader sconfisse Savio Vega, per poi aggredire il personale WWF. L'allora presidente WWF Gorilla Monsoon chiese che Vader cessasse immediatamente questi attacchi insensati, ma in risposta venne colpito duramente. Nella storyline, Vader fu sospeso per tale azione (in realtà aveva bisogno di una pausa per un intervento alla spalla).
Jim Cornette chiese vivamente la riammissione di Vader e, appena ritornò, Yokozuna lasciò il management di Cornette. A In Your House 6: Rage in the Cage, Vader apparve durante un match tra Yokozuna e The British Bulldog. Yokozuna stava per schienare Bulldog, quando Vader lo attaccò furiosamente cercando di strangolarlo. Quanto accaduto avrebbe dovuto portare i due a scontrarsi a WrestleMania XII in un match uno contro uno, ma l'incontro divenne un incontro six-man tag team match comprendente Vader, Owen Hart e British Bulldog contro Yokozuna, Ahmed Johnson e Jake "The Snake" Roberts. La stipulazione del match prevedeva che in caso di vittoria, Yokozuna avrebbe avuto cinque minuti da passare da solo sul ring con Cornette, ma ciò non accadde poiché la squadra di Vader vinse l'incontro quando Vader schienò Roberts.

#### Varie faide (1996–1998)
Successivamente Vader attaccò l'allora campione WWF Shawn Michaels. L'aggressione di Vader ai danni di HBK portò nuovamente a un match a 6 contendenti che si disputò a In Your House 9: International Incident. Vader, Owen Hart e The British Bulldog contro Michaels, Ahmed Johnson e Sycho Sid. Vader schienò Michaels e fece vincere il match alla sua squadra. Vader si scontrò ancora con Michaels a SummerSlam, dove ebbe ancora la meglio per conteggio fuori dal ring. Cornette, però, sapendo che il titolo non poteva passare di mano per countout, chiese e ottenne di far proseguire l'incontro. Questa volta, utilizzando la racchetta da tennis di Cornette per attaccare Vader, Michaels venne squalificato. Non pago, Cornette fece ripartire il match ancora una volta. Alla fine, Michaels schienò Vader conservando il titolo.
Vader affrontò The Undertaker in un match singolo alla Royal Rumble 1997. Durante la contesa, l'ex manager di Undertaker, Paul Bearer, attaccò il becchino facendo vincere il match a Vader; Bearer diventò allora il nuovo manager del Mastodon. Sia Vader che Undertaker parteciparono anche al Royal Rumble match, ma furono entrambi eliminati da Steve Austin. Seguì un breve tentativo da parte di Vader di costituire un tag team con Mankind per rincorre il titolo di coppia, ma l'unione non ebbe successo e i due persero il match titolato a WrestleMania 13.
Alle Survivor Series 1997, diventato quasi un face, Vader capeggiava il Team USA, composto da Goldust, Marc Mero e Steve Blackman contro il Team Canada, composto da British Bulldog, Jim Neidhart, Doug Furnas e Phil LaFon. Durante l'incontro, Goldust se ne andò abbandonando la sua squadra. Il Team USA perse il match quando British Bulldog schienò Vader dopo averlo colpito con la campana del gong. Goldust e Vader si affrontarono alla Royal Rumble 1998, e vinse Vader. La stessa sera, Goldust eliminò Vader dal Royal Rumble match (Vader era entrato con il numero 30).
Dopo un'altra faida di scarso successo avuta con Kane, Vader iniziò a subire una serie di sconfitte e il suo status nella federazione fu ridimensionato a quello di un jobber. Dopo aver pensato al ritiro, negoziò la sua buonauscita dalla WWF per poter tornare a combattere in Giappone.

### Ritorno alla All Japan Pro Wrestling (1998–2000)
Dopo aver lasciato la WWF, Vader entrò nella All Japan Pro Wrestling dove formò un team con il suo vecchio rivale Stan Hansen, insieme al quale riuscì ad arrivare alla finale del Real World Tag League 1998, dove vennero sconfitti da Kenta Kobashi e Jun Akiyama. All'inizio del 1999, Vader divenne il contendente numero 1 al titolo Triple Crown sconfiggendo Kobashi. Quindi vinse il vacante Triple Crown Title il 6 marzo 1999 battendo Akira Taue. Dopo aver perso il titolo contro Misawa il 2 maggio, riuscì a riconquistarlo il 31 ottobre seguente per poi riperderlo contro Kobashi e lasciare la federazione per prendersi una pausa.

### Pro Wrestling Noah (2000–2002)
Quando ritornò all'attività agonistica, lottò nella neonata federazione giapponese Pro Wrestling Noah, dove vinse il GHC Tag Team Championship in coppia con 2 Cold Scorpio.

### Total Nonstop Action Wrestling (2003)
Il 19 febbraio 2003, Vader apparve nella Total Nonstop Action Wrestling per difendere Dusty Rhodes, che stava combattendo contro gli Harris Brothers (Don & Ron Harris). La settimana seguente i due vinsero un tag team match contro gli Harris per squalifica. Poi iniziò una faida con Nikita Koloff, ma ben presto Vader se ne andò dalla TNA per problemi contrattuali.

### Circuito indipendente (2003-2017)
Il 31 ottobre 2005 Vader ritornò a combattere in WWE facendo la sua comparsa durante una puntata di Raw, dove Jonathan Coachman annunciò che Vader e Goldust sarebbero stati al suo angolo nello "street fight match" contro Steve Austin da tenersi la sera seguente a Taboo Tuesday. Quando Austin decise di non partecipare all'incontro, venne rimpiazzato da Batista. Vader e Goldust interferirono nel match in difesa di Coachman ma furono malmenati da Batista. Vader lasciò la compagnia poco dopo per tornare nuovamente in Giappone. Ormai in età avanzata e in condizioni fisiche non ottimali, a fine 2006 decise di fare solo qualche sporadica apparizione.

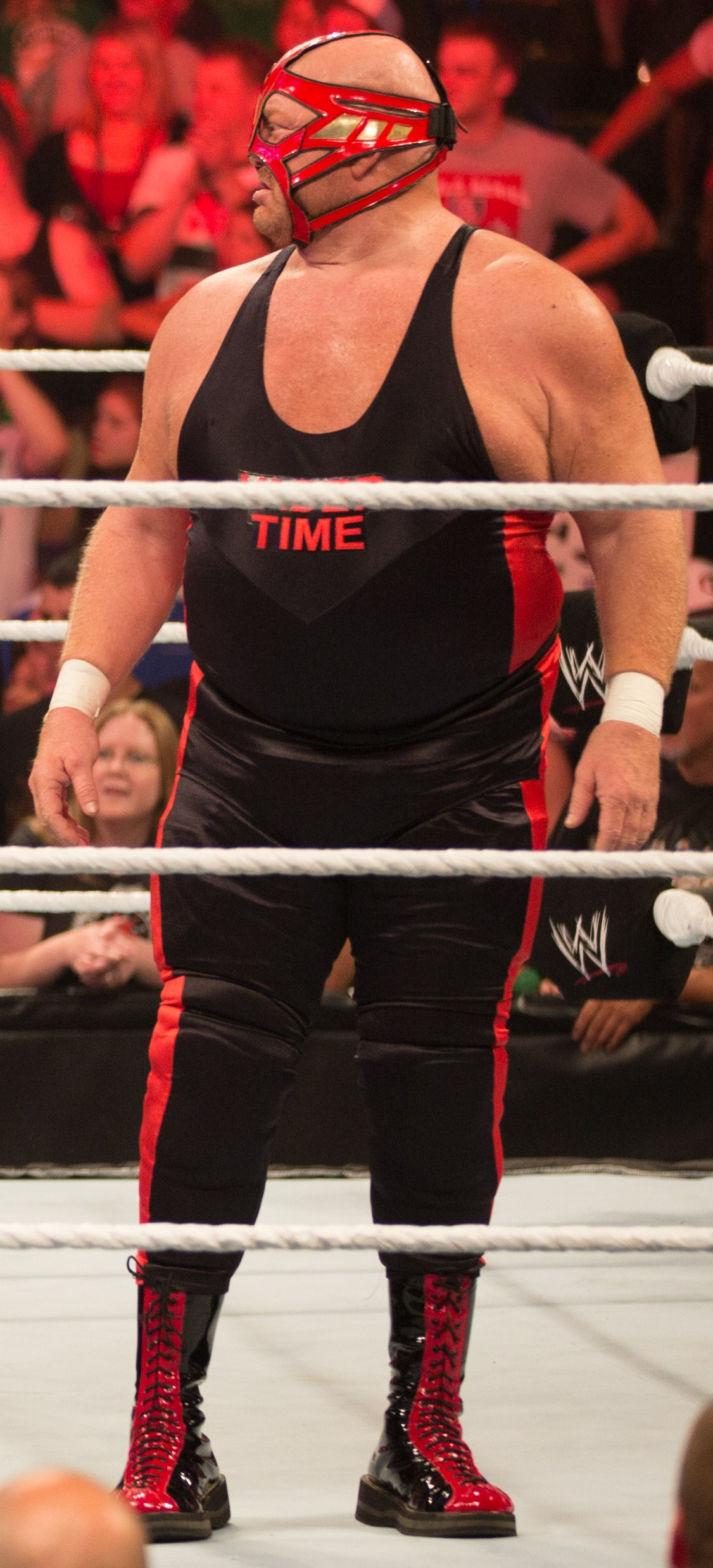
Vader nel 2012

Dopo il suo ultimo match nel 2007, ha iniziato a lavorare come allenatore di football del liceo. Il 29 aprile 2010, è tornato a lottare one night only durante l'evento Vader Time 5 ~ Return of the Emperor. Alla manifestazione, ha combattuto al fianco del figlio Jesse e l'ex tag team partner Scorpio. Il trio sconfisse il team avversario composto da Makoto Hashi, Tamon Honda e Tatsumi Fujinami.
Nel 2011, all'indomani del Terremoto in Giappone, Vader e suo figlio Jesse lottarono in un match per la All Japan Pro Wrestling e Pro Wrestling ZERO1.
Vader ha fatto il suo ritorno su un ring statunitense il 28 gennaio 2012, dove ha sconfitto Arik Royal e Adam Page in un handicap match a WrestleReunion: Los Angeles. Il 12 maggio 2012 al Resistance Pro's event ha sconfitto Jay Bradley.
Il 7 dicembre 2012, Vader è tornato nella AJPW, dove in tag con Keiji Muto e Kenso ha sconfitto Bambi Killer, Franz Dynamite e Mazada. Tra il 2013 e il 2014 ha combattuto in molte federazioni indipendenti, tra cui spicca la National Wrestling Alliance.
Ritorna in WWE durante la puntata di Raw dell'11 giugno 2012, sconfiggendo in pochi minuti Heath Slater con la Vader Bomb che si era fatto beffe della sua chatchprase "It's Vader Time" dicendo invece "It's Slater Time". Il 23 luglio 2012 partecipa alla millesima puntata di Raw, dove insieme a varie leggende della WWF/E interviene in favore di Lita durante il suo match contro Heath Slater.
Durante il novembre del 2016 dichiara sul suo profilo Twitter che gli rimangono due anni di vita a causa di problemi di cuore.
Il 20 aprile 2017, Vader fece un'apparizione in Giappone alla Korakuen Hall in uno show della "Dradition" organizzato per celebrare il 45º anniversario del debutto di Tatsumi Fujinami. Dopo un six-man tag team match, Vader cadde al suolo e svenne. Originariamente si credette che lo svenimento fosse stato provocato dalla disidratazione, ma Vader stesso postò su Twitter che era stato colpito in testa durante il match e che il colpo gli aveva causato un momentaneo collasso. Comunque, dopo l'incidente Vader si riprese e fu in grado di raggiungere da solo il backstage. Restò in Giappone e partecipò anche ad altri due show a Fukuoka ed Osaka.
Lottò il suo ultimo match il 25 maggio 2017 a WrestleJam V, dove sconfisse The Ironman.

## Morte
Leon White è scomparso il 18 giugno 2018 all'età di 63 anni a causa dei suoi problemi di cuore. Era ricoverato da un mese in ospedale affetto da polmonite.
Il 7 marzo 2022 fu annunciata la sua introduzione nella WWE Hall of Fame.

## Vader nei videogiochi
Per anni molto popolare in Giappone, terra di grandi software house di videogiochi, Leon White è presente in alcuni giochi ufficiali delle federazioni di Wrestling come anche diversi personaggi di videogame ispirati alla sua figura:
- Nella serie Fatal Fury, saga di picchiaduro prodotta dalla SNK ed iniziata nel 1991, è presente un personaggio ispirato a Big Van Vader che nel primo Fatal Fury è un heel mascherato di nome Raiden e in Fatal Fury 2 è un face di nome Big Bear.
- Nella serie di videogiochi di wrestling Muscle Bomber, iniziata con il titolo Saturday Night Slam Masters prodotto da Capcom nel 1993, il personaggio Alexander the Grater è chiaramente ispirato a Big Van Vader.
- In WWE SmackDown vs. Raw 2009 è presente come personaggio DLC in download a pagamento.
- In WWE '12 Vader è presente come leggenda.
- In WWE '13 Vader è presente come superstar di Raw is War.
- Nel gioco per Dreamcast Giant Gram 2000, è uno dei wrestler utilizzabili.
- In WWE 2K16, WWE 2K17, WWE 2K18, WWE 2K19, WWE 2K22, WWE 2K23 e WWE 2K24; Vader è presente come leggenda.

## Personaggio

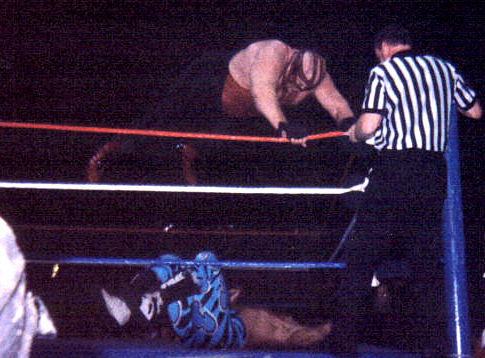
Vader mentre esegue la Vader Bomb su Shawn Michaels

### Mosse finali
- Release powerbomb
- Sky High Chokeslam (Leg trap chokeslam, a volte dalla seconda corda)
- Vader Bomb (Corner slingshot splash)
- Vadersault (moonsault)

### Soprannomi
- "Baby Bull"
- "Bull Power"
- "The Bull"
- "The Face of Death"
- "The Mastodon"
- "Emperor Warrior"

## Titoli e riconoscimenti
- All Japan Pro Wrestling
  - AJPW Triple Crown Heavyweight Championship (2)
  - World Tag Team Championship (1) – con Steve Williams
  - Champion's Carnival (1999)
- Catch Wrestling Association
  - CWA World Heavyweight Championship (3)[19]
  - CWA Intercontinental Heavyweight Championship (1)[20]
- Impact Zone Wrestling
  - IZW Heavyweight Championship (1)
- New Japan Pro-Wrestling
  - IWGP Heavyweight Championship (3)
  - IWGP Tag Team Championship (1) – con Bam Bam Bigelow
  - Super Grade Tag League (1991) – con Tatsumi Fujinami
  - World Cup (1989)
- Pro Wrestling Illustrated
  - Wrestler of the Year (1993)
  - 2º tra i 500 migliori wrestler singoli nella PWI 500 (1993)
  - 27º tra i 500 migliori wrestler singoli nella "PWI Years" (2003)
- Pro Wrestling Noah
  - GHC Tag Team Championship (1) – con Scorpio[21]
- Tokyo Sports
  - Best Tag Team Award (1998) con Stan Hansen[22]
- Universal Wrestling Association
  - UWA World Heavyweight Championship (1)[23]
- Union of Wrestling Forces International
  - UWFI World Heavyweight Championship (1)[24]
  - Best of the World (1994)[25]
- World Championship Wrestling
  - WCW United States Heavyweight Championship (1)
  - WCW World Heavyweight Championship (3)
  - BattleBowl (1993)
- World Wrestling Federation
  - Slammy Award (1)
    - Crime of Century (1996) Per aver aggredito il presidente della WWF Gorilla Monsoon

  - WWE Hall of Fame (classe del 2022) - postuma[18]
- Wrestling Observer Newsletter
  - Best Heel (1993)
  - Best Wrestling Maneuver (1993) Moonsault
  - Most Improved Wrestler (1999)
  - Wrestler of the Year (1993)
  - Wrestling Observer Newsletter Hall of Fame (Classe del 1996)

## Filmografia
- Il ritorno di Kenshiro (Fist of the North Star), regia di Tony Randel (1995)
- Hitman Hart: Wrestling with Shadows (1998)
- The Unreal Story of Professional Wrestling (1999)

### Televisione
- Crescere, che fatica! (Boy Meets World) - serie TV, 3 episodi (1995-1996)
- Baywatch - serie TV, 1 episodio (1996)